# Gabriel Boschilia
Gabriel Boschilia est un footballeur italo-brésilien né le 5 mars 1996 à Piracicaba dans l'État de São Paulo. Il joue au poste de milieu offensif à Operário Ferroviário.

## Biographie
Bien qu'il ait obtenu le passeport italien en raison de ses origines familiales, la justice italienne lance en avril 2014 une mise en examen des conditions dans lesquelles cette acquisition de nationalité a été effectuée, notamment par la fraude sur l'état civil.

### Carrière en club

#### AS Monaco (2015-2020)
Le 10 août 2015, il s'engage pour 9 millions d'euros et cinq ans avec l'AS Monaco. 

##### Prêt au Standard de Liège
Le Standard de Liège annonce l'arrivée en prêt de Boschilia le 9 janvier 2016, sa venue devant notamment compenser le départ d'Anthony Knockaert. Il y est rapidement titulaire avant de chuter progressivement dans la hiérarchie, étant même absent de la feuille de match lors de la finale de la Coupe de Belgique. 
De retour à Monaco, il marque son premier but en Ligue 1 contre le FC Nantes lors de la 2e journée sur un coup franc direct. Le 18 novembre 2016, il marque à nouveau sur coup franc lors de la 13e journée face au FC Lorient (0-3) puis le 26 novembre face à l'Olympique de Marseille (4-0) pour le compte de la 14e journée.
Le 22 janvier 2017, il inscrit son premier doublé en Ligue 1 face au FC Lorient. Le 11 février 2017, il se blesse lors de la 25e journée contre le FC Metz, il souffre alors d'une entorse du genou droit avec rupture du ligament croisé antérieur et voit sa saison prendre fin.

##### Prêt au FC Nantes
Le 7 août 2018, il est prêté avec option d'achat au FC Nantes. Il s'y montre séduisant et décisif de septembre à fin décembre, inscrivant 4 buts et délivrant 4 passes décisives en 10 matches. Il s'installe alors comme un titulaire à part entière sous les ordres de Vahid Halilhodzic. Victime d’une contracture lors du déplacement au Parc des Princes le 22 décembre (défaite 1-0, 19e journée), il ne connait que trois titularisations sur la deuxième partie de saison. Il conclut la saison avec 29 apparitions à son actif en championnat dont 14 titularisations pour 4 buts marqués. 

#### SC International (depuis 2020)
Ne rentrant toujours pas dans les plans de Leonardo Jardim à son retour en principauté, il ne dispute que 127 minutes de jeu sur la première partie de saison 2019-2020, n'étant titularisé que lors de la 2e journée de championnat. Poussé vers la sortie, il retourne au Brésil fin janvier 2020 après quatre années mitigées en Europe, s'engageant avec le SC Internacional.

### En sélection
Gabriel Boschilia participe à la Coupe du monde des moins de 17 ans 2013 qui se déroule aux Émirats arabes unis. Lors du mondial, il joue quatre matchs et inscrit six buts. Il inscrit notamment un doublé contre la Russie lors des huitièmes de finale.
Gabriel Boschilia dispute ensuite la Coupe du monde des moins de 20 ans 2015 organisée en Nouvelle-Zélande. Lors du mondial, il est titulaire indiscutable et joue sept matchs, pour deux buts inscrits. Il inscrit notamment un but face au Sénégal lors des demi-finales. Le Brésil atteint la finale de la compétition, durant laquelle il est battu par la Serbie (2-1).

## Statistiques détaillées
| Saison                | Club                     | Championnat           | Championnat | Championnat | Coupe nationale | Coupe nationale | Coupe de la Ligue | Coupe de la Ligue | Supercoupe | Supercoupe | Compétition(s) continentale(s) | Compétition(s) continentale(s) | Compétition(s) continentale(s) | Ligue régionale | Ligue régionale | Total | Total |
| Saison                | Club                     | Division              | M.          | B.          | M.              | B.              | M.                | B.                | M.         | B.         | Comp.                          | M.                             | B.                             | M.              | B.              | M.    | B.    |
| 2014                  | São Paulo FC             | Série A               | 18          | 1           | 3               | 0               | -                 | -                 | -          | -          | CS                             | 3                              | 1                              | 4               | 0               | 28    | 2     |
| 2015                  | São Paulo FC             | Série A               | 6           | 1           | 0               | 0               | -                 | -                 | -          | -          | CL                             | 2                              | 0                              | 8               | 2               | 16    | 3     |
| Sous-total            | Sous-total               | Sous-total            | 24          | 2           | 3               | 0               | -                 | -                 | -          | -          | -                              | 5                              | 1                              | 12              | 2               | 44    | 5     |
| 2015-2016             | AS Monaco                | Ligue 1               | 5           | 0           | 0               | 0               | 1                 | 0                 | -          | -          | C1+C3                          | 0                              | 0                              | -               | -               | 6     | 0     |
| 2016-2017             | AS Monaco                | Ligue 1               | 11          | 6           | 2               | 0               | 1                 | 2                 | -          | -          | C1                             | 2                              | 0                              | -               | -               | 16    | 8     |
| 2017-2018             | AS Monaco                | Ligue 1               | 5           | 0           | -               | -               | 1                 | 0                 | -          | -          | C1                             | 1                              | 0                              | -               | -               | 7     | 0     |
| 2019-2020             | AS Monaco                | Ligue 1               | 5           | 0           | 1               | 0               | -                 | -                 | -          | -          | -                              | -                              | -                              | -               | -               | 6     | 0     |
| Sous-total            | Sous-total               | Sous-total            | 26          | 6           | 3               | 0               | 3                 | 2                 | -          | -          | -                              | 3                              | 0                              | -               | -               | 35    | 8     |
| 2016                  | Standard de Liège (prêt) | Jupiler Pro League    | 7+3         | 1+1         | 2               | 0               | -                 | -                 | -          | -          | -                              | -                              | -                              | -               | -               | 12    | 2     |
| Sous-total            | Sous-total               | Sous-total            | 10          | 2           | 2               | 0               | -                 | -                 | -          | -          | -                              | -                              | -                              | -               | -               | 12    | 2     |
| 2018-2019             | FC Nantes (prêt)         | Ligue 1               | 29          | 4           | 2               | 1               | 1                 | 0                 | -          | -          | -                              | -                              | -                              | -               | -               | 32    | 5     |
| Sous-total            | Sous-total               | Sous-total            | 29          | 4           | 2               | 1               | 1                 | 0                 | -          | -          | -                              | -                              | -                              | -               | -               | 32    | 5     |
| 2020                  | SC Internacional         | Série A               | -           | -           | -               | -               | -                 | -                 | -          | -          | -                              | -                              | -                              | -               | -               | 0     | 0     |
| Sous-total            | Sous-total               | Sous-total            | -           | -           | -               | -               | -                 | -                 | -          | -          | -                              | -                              | -                              | -               | -               | 0     | 0     |
| Total sur la carrière | Total sur la carrière    | Total sur la carrière | 89          | 14          | 10              | 1               | 4                 | 2                 | -          | -          | -                              | 8                              | 1                              | 12              | 2               | 123   | 20    |

## Palmarès

### En club
|  |  | Standard de Liège - Coupe de Belgique - Vainqueur : 2016 |  | AS Monaco - Ligue 1 - Vainqueur : 2017 - Vice-champion : 2018 - Coupe de la Ligue - Finaliste : 2017 et 2018 |  | Operário Ferroviário - Championnat du Paraná - Vainqueur : 2025 |

### En sélection
- Brésil -20 ans
  - Coupe du monde des moins de 20 ans :
    - Finaliste : 2015